# Aglipay
Aglipay (Bayan ng Aglipay) är en kommun i Filippinerna. Kommunen ligger på ön Luzon, och tillhör provinsen Quirino. Folkmängden uppgår till 21 774 invånare.

## Barangayer
Aglipay är indelad i 25 barangayer.
| - Dagupan - Dumabel - Dungo (Osmeña) - Guinalbin - Ligaya - Palacian - Pinaripad Sur - Progreso (Pob.) - Ramos - Rang-ayan - San Antonio - San Francisco - San Leonardo | - San Ramon - Victoria - Villa Pagaduan - Villa Santiago - Alicia - Cabugao - Diodol - Nagabgaban - Pinaripad Norte - San Benigno - San Manuel - Villa Ventura |